# Bohr-radius
Bohr-radius, {\displaystyle a_{0}}, er den mest sandsynlige afstand fra atomkernen i et brintatom til elektronens position i laveste energiniveau (-13,6 eV) i Bohrs atommodel,[kilde mangler]
{\displaystyle a_{0}={\frac {4\pi \epsilon _{0}\hbar ^{2}}{m_{e}e^{2}}}\approx 0,529177\cdot 10^{-10}} m,[kilde mangler]
hvor {\displaystyle \hbar } er Plancks virkningskvant divideret med 2π (også kaldet Diracs konstant), {\displaystyle m_{e}} er elektronens masse, og {\displaystyle e} er elektronens ladning.[kilde mangler]